# 保罗·弗朗莫
保罗·弗朗莫（Paul R. Frommer、Frommer/ˈfroʊmər/），美国南加州大学马歇尔商学院教授、语言学家。
他从罗彻斯特大学获数学学士学位后，曾为和平队服务，在马来西亚教授数学和英语。后来先后获得南加州大学语言学硕士和博士学位，导师为伯纳德·科姆里。弗朗莫为詹姆斯·卡麦隆执导的电影《阿凡达》创造了一种新的虚构语言——納美語。

## 外部連結
- Paul Frommer's profile at USC
- Frommer's blog about the Na'vi language （页面存档备份，存于）
- LearnNavi.org （页面存档备份，存于） - Provides a Na'vi dictionary (multilingual), grammar guide, and more